# Sithney
Sithney – wieś w Anglii, w Kornwalii. Leży 16 km na wschód od miasta Penzance i 397 km na południowy zachód od Londynu.